# Universidad Pedagógica Nacional (Mexiko)
Die Universidad Pedagógica Nacional (UPN; dt.: Nationale Pädagogische Universität) ist eine 1978 in Mexiko-Stadt gegründete Fachakademie für Pädagogik, die mittlerweile etwa 50 Universitätscampus landesweit verfügt. Der Campus in Mexiko-Stadt ist mit rund 25.000 Studenten das älteste und größte davon. Entworfen wurde der Bau von den Architekten Teodoro González de León und Abraham Zabludovsky.
Die UPN soll vom Secretaría de Educación Pública abgespalten und autonome Hochschule werden.